# Förde Park
Förde Park (dansk: Fjordpark) er et overdækket indkøbscenter i den sydlige del af Flensborg. Det er ca. 47.000 m² stort og indeholder bl.a. et stort lavprisvarehus, møbelvarehus og et byggemarked.

## Udvalgte butikker
- ADAC rejsebureau
- Aldi
- Bonita
- Intersport
- NewYorker
- Praktiker – byggemarked
- Promarkt – elektronikvarehus
- real,- – lavprisvarehus
- Roller – møbelvarehus
- OBI - byggemarked

54°45′37.76″N 9°25′57.43″Ø / 54.7604889°N 9.4326194°Ø